# Rolando Ferreira
Rolando Ferreira Junior (Curitiba, 24 de maio de 1964) é um ex-jogador brasileiro de basquetebol.
Começou a jogar basquetebol aos 12 anos, no Círculo Militar do Paraná. No início de 1981, foi convidado pelo técnico Cláudio Mortari a integrar a equipe do Sírio, quando passou a ser convocado para a seleção brasileira. Jogou pela seleção durante 12 anos.
Participou de três mundiais e duas Olimpíadas: 1988 em Seul, e 1992 em Barcelona. Foi medalhista de ouro nos Jogos Pan-Americanos de 1987, em Indianápolis.
Foi convidado a estudar e jogar pela Universidade de Houston e, no segundo ano, foi selecionado pelo Portland Trail Blazers na segunda rodada do draft da NBA em 1988, tornando-se o primeiro brasileiro a jogar na NBA.
Jogou, ainda, na Itália e, de volta ao Brasil, jogou nas equipes do Monte Líbano, Corinthians de Santa Cruz do Sul, Guaru, Banco Bandeirantes e Pinheiros. Conquistou a medalha de prata nos Jogos Pan-Americanos de 1995 em Mar del Plata.
Encerrou a carreira de atleta em 2000. Formado em educação física, voltou a Curitiba, onde se especializou em educação física escolar. Fez mestrado em sociologia do esporte e, desde 2006, tornou-se professor universitário, na Pontifícia Universidade Católica do Paraná e coordenador do curso de Educação Física na Universidade Tuiuti do Paraná.